# Semiothisa labradoriata
Semiothisa labradoriata là một loài bướm đêm trong họ Geometridae.